# Bombardier CRJ700
Bombardier CRJ700 — сімейство регіональних реактивних авіалайнерів, розроблених і виготовлених канадським транспортним конгломератом Bombardier. Офіційно запущений у 1997 році, перший політ CRJ700 відбувся 27 травня 1999 року. Незабаром за ним послідував розтягнутий варіант CRJ900. Згодом було представлено кілька додаткових варіантів цього типу, включаючи подовжений CRJ1000, а також CRJ550 і CRJ705, які були модифіковані відповідно до умов застосування. Програму CRJ у 2020 році придбала японська корпорація Mitsubishi Heavy Industries, яка припинила виробництво літака. 
Їхня конструкція була заснована на менших авіалайнерах CRJ100 і 200, інших членах сімейства літаків Bombardier CRJ. Протягом 1990-х років компанія Bombardier розпочала розробку CRJ-X, програму з виробництва збільшених похідних моделей свого популярного сімейства CRJ100/200. За час його існування серед конкурентів були British Aerospace 146, сімейство Embraer E-Jet, Fokker 70 і Fokker 100.

## Аварії та інциденти
- 1 травня 2018 року Endeavor Air рейс 3413, CRJ900LR, зареєстрований як N606LR, із 60 людьми на борту, зіткнувся на землі з рейсом 212 Delta Air Lines, Boeing 767-300ER, зареєстрованим як N172DN, у Міжнародному аеропорту Джона Ф. Кеннеді. 767 отримав незначні пошкодження, тоді як CRJ900 отримав значні. Обидва літаки були відремонтовані та повернуті в експлуатацію.[2][3]
- 10 вересня 2024 року зіткнувся літак Endeavor Air рейс 5526 (виконує діяльність як Delta Connection), CRJ900, зареєстрований як N302PQ, з 59 людьми на борту, який летів з міжнародного аеропорту Хартсфілд-Джексон в Атланті, штат Джорджія, до регіонального аеропорту Лафайєт, штат Луїзіана зіткнувся на землі з Airbus A350-900 компанії Delta Air Lines на перпендикулярній руліжній доріжці. А350 відрізав вертикальний стабілізатор CRJ900, суттєво пошкодивши літак.[4]
- 29 січня 2025 року літак American Eagle Flight 5342, CRJ701ER, зареєстрований як N709PS, на борту якого перебували 64 особи, зіткнувся з гелікоптером армії США Sikorsky UH-60 Black Hawk під час наближення до національного аеропорту Вашингтона імені Рональда Рейгана, в результаті чого обидва літаки впали в Потомак. Усі 67 пасажирів і члени екіпажу обох літаків загинули (64 на CRJ700 і троє на Black Hawk). Це була перша смертельна аварія за участю серії Bombardier CRJ700.[5][6]
- 17 лютого 2025 року літак CRJ900LR компанії Delta Connection, рейс 4819, зареєстрований як N932XJ, розбився під час посадки у міжнародному аеропорту Торонто Пірсон, врешті перевернувшись. Літак втратив праве крило і оперення. Під час аварійної посадки виникла пожежа, але фюзеляж не був охоплений вогнем. Серед 80 пасажирів і екіпажу загиблих немає, але літак отримав пошкодження, які неможливо відновити.